# 唐津市立西唐津小学校
唐津市立西唐津小学校（からつしりつ にしからつしょうがっこう）は、佐賀県唐津市二タ子二丁目にある市立小学校。

## 概要
歴史
1875年（明治8年）に「妙見小学校」（妙見の読みは「みょうけん」）として創立。数回の改組・改称を経て1947年（昭和22年）の学制改革により、現校名となった。2020年（令和2年）に創立145周年を迎えた。
校章
錨（いかり）の絵を背景にして、中央に校名の頭文字である「西」を配したデザインとなっている。
校歌
作詞は鶴田三市、作曲は赤嶺穣治による。歌詞は2番まであり、1番に校名の「西唐津」が登場する。
通学区域
住所表記で唐津市の後に「菜畑（西菜畑の一部）、二タ子、二タ子一丁目、二タ子二丁目、二タ子三丁目、西唐津一丁目、西唐津二丁目、西唐津三丁目、妙見町、藤崎通、海岸通、東大島町、西大島町」が続く地域。
中学校区は唐津市立西唐津中学校。

## 沿革
- 1875年（明治8年）9月 - 「妙見小学校」として創立。
- 1888年（明治21年） - 統合により、「唐津小学校妙見分校」となる。
- 1892年（明治25年) -　長松尋常小学校[2]に統合される。
- 1900年（明治33年）9月 - 大島分校[3]を統合の上、妙見分校が新設される。
- 1901年（明治34年）7月 - 独立して「妙見尋常小学校」となる。
- 1909年（明治42年）5月 - 「西唐津尋常小学校」に改称。
- 1916年（大正5年）4月1日 - 高等科を併置の上、「西唐津尋常高等小学校」に改称。
- 1918年（大正7年） - 西唐津家政女学校を併設。
- 1934年（昭和9年）4月1日 - 唐津市内の高等科統合により、再び「西唐津尋常小学校」に改称。
- 1941年（昭和16年）4月1日 - 国民学校令の施行により、「唐津市西唐津国民学校」に改称。
- 1947年（昭和22年）
  - 3月 - 学校給食を開始。
  - 4月1日 - 学制改革により「唐津市立西唐津小学校」（現校名）に改称。
- 1961年（昭和36年）4月1日 - 特殊学級を設置。
- 1968年（昭和43年）4月 - 校舎を新築。
- 1970年（昭和45年）12月 - 体育館が完成。
- 1971年（昭和46年）7月 - プールが完成。
- 1972年（昭和47年）4月 - 言語学級を開設。
- 1974年（昭和54年）4月 - 情緒障害児学級を開設。
- 1993年（平成5年）4月 - 通級指導教室を開設。
- 1995年（平成7年）- 体育館および校舎の大規模改修を完了。

## 交通
最寄りの鉄道駅
- JR九州 唐津線「西唐津駅」

最寄りのバス停
- 昭和バス 「西唐津駅前」バス停

最寄りの幹線道路
- 国道204号

## 周辺
- 唐津市立西唐津中学校
- 唐津港
- 唐津発電所
- 衣干山